# 성이시돌목장

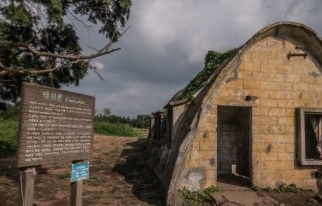

성이시돌목장은 제주특별자치도 제주시 한림읍 금악리에 있는 목장이다. 특히 이시돌목장은 제주 지역 최초의 전기업목장(全企業牧場)으로 1961년 11월 말 제주시 한림읍 금악리에 세워 양돈 사업을 실시하였으며 면양을 사육하였던 것으로 알려져 있다. 이시돌목장의 특색있는 건축양식으로 테쉬폰도 유명하다.

## 연혁
1954년 4월 콜룸반외방선교회 소속으로 제주도에 온 아일랜드 출신의 패트릭 제임스 맥그린치(P. J. Mcglinchey) 신부가 한라산 중산간 지대의 드넓은 황무지를 목초지로 개간하여 1961년 11월 성 이시돌의 이름을 따서 중앙실습목장을 건립한 것이 시초이다. 1964년 4월 성 이시돌 배합사료공장(현 성 이시돌 사료공장)이 가동되었고 1969년 4월 뉴질랜드에서 면양과 종돈이 도입되었다. 1969년 9월 개척단지 조성사업자금 및 기술지원을 시작하였으며 1972년 2월 호주에서 농가 종축 개량용으로 소 968두를 도입하였다.
1973년 3월 양돈 농가 약 200세대가 돈협업 농가를 조직하였고, 1973년 6월에는 호주에서 육용 종유 980두와 종돈 39두를 도입하였다. 1976년 12월 개척농가 조성 사업이 완료되었다.
1981년 7월 캐나다에서 농가 종축 개량용으로 육우·유우 겸용 축우 600두를 도입하였고 1982년 5월에는 호주에서 육우 870두, 유우 156두, 면양 70두를 도입하였다. 1982년 10월에는 호주에서 육우 1,016두를 도입하였다.
1985년 10월 치즈 가공 공장 건축 허가를 받은데 이어 1986년 2월 영업 허가를 받았다. 1990년 9월 성 이시돌 한림수직사를 증축, 준공하였으며 1991년 10월 성 이시돌 배합 사료 공장 현대화 시설을 준공하였다.

### 성이시돌
성이시돌 목장의 임피제 신부(神父)로 정식 이름은 패트릭 제임스 맥글린치(Patrick James Mcglinchey)다. 지난 1973년 제주도 명예도민증을 받으며 '임피제'라는 이름의 한국인이 됐다. 성이시돌의 이시돌(Isidore)은 스페인 마드리드 출생의 농부이며 가톨릭 성인(축일, 5월 15일)인 농부 이시도르(라틴어 Isidorus)에서 유래 되었다.
임피제 신부는 25세 때 사제 서품을 받고 1954년 제주에 첫 발을 내디뎠다. 당시 제주도는 6·25전쟁과 4·3 사건 등으로 매우 빈곤하고 정신적으로도 피폐한 지역이었다. 신자들의 믿음을 길러주는 게 사제의 최우선 소명이었지만 가난에서 벗어날 수 있는 길을 터주는 일이 더 급했다.
하지만 '나랏님도 구제하지 못한다는 가난'을 벽안(碧眼)의 신부가 해결하는 것은 결코 쉽지 않았다.그래서 시도한 것이 지역신용협동조합 설립(한국에서 네번째)이다. 주민들의 사설 금융수단인 '계(契)'가 깨져 신자 한사람이 자살한 사건이 계기가 됐다.
그리고 한라산 중산간 개간을 통한 목축업 육성이 제주지역에서 가난을 물리칠 가장 중요한 방안으로 생각해 이에 몰두하게 된다. 이시돌 목장은 그런 연유로 탄생했으며 '돼지 신부님'이란 애칭도 이 때 붙여졌다.
사회적 소외(疎外) 계층의 복지에도 임피제 신부는 지대한 관심을 가졌다. 가난한 사람들을 위해 병원을 설립하고 경로당과 양로원(요양원), 유아원과 유치원, 청소년 시설인 성이시돌 젊음의 집도 그의 손을 거쳐 탄생했다. 사제이자 지역개발가이며  박애(博愛)의 정신으로 똘똘 뭉쳐 살아온, 제주에서의 지난 '60년 세월'이었다.

## 테쉬폰
제주 이시돌 목장내의 테쉬폰은 이라크 바그다드 가까운 곳에 ‘테쉬폰(Cteshphon)’(페르시아 테쉬폰 궁전)이라 불리는 곳에서 처음 건축 양식이 시작되었다 해서 테쉬폰이라고 불리고 있다. 제주도에는 1960년대에 보급되기 시작하였다. 테쉬폰은 곡선 형태의 텐트 모양과 같이 합판을 말아 지붕과 벽체의 틀을 만들어 고정한 후 틀에 억새, 시멘트 등을 덧발라 만든 건축물을 지칭한다.

## 천주교 성지
성이시돌목장 안에 성 이시돌 양로원, 피정센터, 젊음의 집, 삼뫼소 은총의 동산, 금악성당, 성 이시돌 어린이집, 클라라관상수녀원, 농촌산업협회 등이 함께 있으며 삼위일체대성당이 건축되는 등 목장보다는 천주교 성지로 더 알려져 있다.

## 같이 보기
- 정물오름
- 세미소오름
- 도너리오름
- 제주남이섬
- 이시돌농촌사업개발협회

## 참고 자료
- 디지털제주시문화대전 - 이시돌 목장 소개자료[깨진 링크(과거 내용 찾기)]